# نادیا پودوروسکا
نادیا پودوروسکا (انگلیسی: Nadia Podoroska؛ زادهٔ ۱۰ فوریهٔ ۱۹۹۷) تنیس‌باز زن اهل آرژانتین است.
وی در مسابقات کشوری و بین‌المللی در مجموع برندهٔ ۱ مدال طلا شده‌است.